# Dopisní obálka

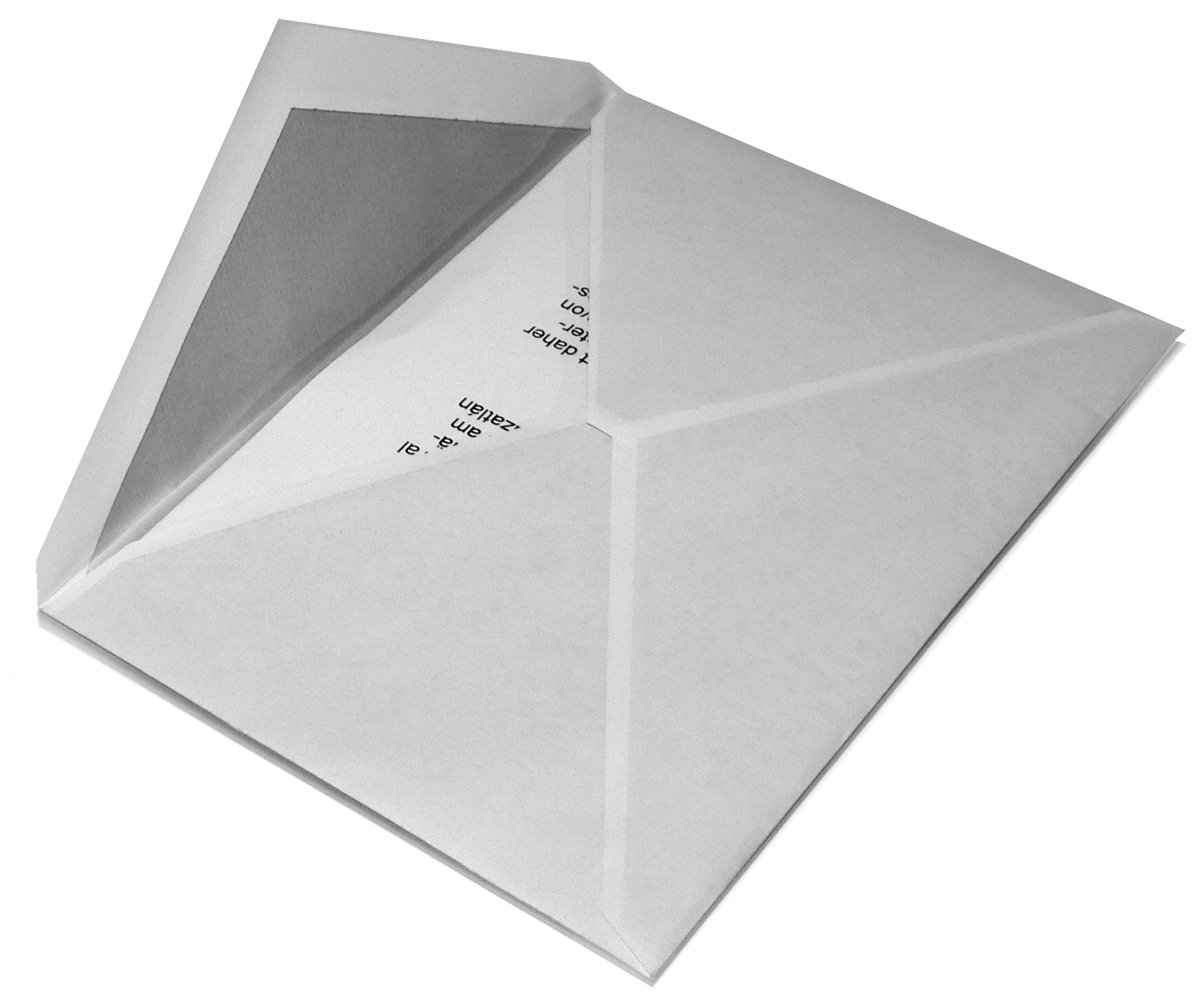
Papírová dopisní obálka

Dopisní obálka je papírový obal sloužící k zabalení dopisu či jiné listiny. Obvykle se používá pro účely doručování dopisů poštou. Obálka určená k poštovním účelům obvykle nese informace o adrese příjemce (často i odesílatele) a poštovní známku.
K přednostem dopisních obálek patří jednoduchost, snadná manipulace a nízká cena. Nevýhodou naopak špatná odolnost proti vlhkosti a někdy průsvitnost.

## Velikosti obálek
Pro obálky definuje mezinárodní norma ISO 269 (odpovídající německé normě DIN 678; v ČR převzata jako „ČSN ISO 269“) používání následujících formátů, které odpovídají standardním velikostem papírů:
| Formát | Velikost (š × v) | Formát obsahu                               |
| ------ | ---------------- | ------------------------------------------- |
| DL     | 220 × 110        | vejde se do ní 1/3 A4 (dvakrát přehnutá A4) |
| C7/C6  | 162 x 81         | vejde se do ní 1/3 A5 (dvakrát přehnutá A5) |
| C6     | 162 × 114        | vejde se do ní A6 (dvakrát přehnutá A4)     |
| C6/C5  | 229 × 114        | vejde se do ní 1/3 A4 (dvakrát přehnutá A4) |
| C5     | 229 × 162        | vejde se do ní A5 (jednou přehnutá A4)      |
| C4     | 324 × 229        | vejde se do ní A4                           |
| C3     | 458 × 324        | vejde se do ní A3                           |
| B6     | 176 × 125        | obálka formátu C6                           |
| B5     | 250 × 176        | obálka formátu C5                           |
| B4     | 353 × 250        | obálka formátu C4                           |
| E4     | 400 × 280        | B4                                          |

Nejoblíbenějším formátem pro obchodní korespondenci je formát DL a C5.

## Uzavírání dopisních obálek
Papírové dopisní obálky lze uzavřít třemi způsoby.

### Vlhčící lepení
Na klopě je nanesený proužek lepidla na bázi dextrinu, který se aktivuje navlhčením podobně jako zadní strana poštovních známek. Obálce s tímto uzavíráním se proto někdy říká „olizovací“.

### Samolepicí klopa
Obálka má dvě proti sobě ležící klopy s lepidlem. Obálka se uzavírá tím, že se spojí lepicí plochy klop k sobě.

### Krycí páska
Obálka má lepicí proužek zakrytý anti-adhezivním krycím (stripovým) páskem. Pro zalepení stačí krycí pásku odstranit a klopu přitlačit na papír. 